# Charles J. Bullock
Charles Jesse Bullock (Boston, 21 de mayo de 1869-Hingham, 17 de marzo de 1941) fue un economista estadounidense especializado en finanzas públicas. Fue profesor de economía en la Universidad de Harvard.

## Biografía

### Primeros años
Nació en Boston el 21 de mayo de 1869. Se graduó en la Universidad de Boston y obtuvo un doctorado en economía en la Universidad de Wisconsin en 1895. Su director de tesis fue Richard T. Ely.

### Carrera
Enseñó economía en la Universidad Cornell y en el Williams College. Se convirtió en profesor asistente de economía en la Universidad de Harvard en 1903. Se convirtió en profesor titular en 1908. Fue autor de varios libros y editó La riqueza de las naciones de Adam Smith en 1909. Sirvió como miembro de la Cámara de Representantes de Colorado de 1913 a 1914. Era un experto en finanzas públicas. Asesoró a los gobiernos de Massachusetts y otros estados sobre impuestos.

### Fallecimiento
Falleció el 17 de marzo de 1941 en Hingham, Massachusetts.

## Publicaciones
- Bullock, Charles Jesse (1895). The Finances of the United States from 1775 to 1789: With Especial Reference to the Budget. Madison, Wisconsin: The University.
- Bullock, C. J. (1897). Introduction to the study of Economics. Silver, Burdett and Company.
- Bullock, Charles J. (1900). Essays on the Monetary History of the United States. London: Macmillan.
- Bullock, C. J. (1905). The elements of Economics. Silver, Burdett.
- Bullock, Charles J. (1907). Historical Sketch of the Finances and Financial Policy of Massachusetts from 1780 to 1905. New York: Macmillan. OCLC 2352637.
- Smith, Adam (1909).  Bullock, ed. An Inquiry into the Nature and Causes of the Wealth of Nations. New York: P F Collier & Son.
- Bullock, Charles J. (1920). Selected Readings in Public Finance. New York: Ginn & Company. OCLC 760482073.

## Otras lecturas
- Friedman, Walter A. (2014). «Chapter 4: C.J. Bullock and Warren Persons: The Harvard ABC Chart. 'The Statistician... attempts to find an analogy existing in an orderly universe'». Fortune Tellers: The Story of America's First Economic Forecasters. Princeton, New Jersey: Princeton University Press. pp. 128-165. ISBN 9780691159119. OCLC 858778194.